# Sotra
Sotra, též Store Sotra, je norský ostrov ve Vestlandu. Leží západně od Bergenu. Je protažen od severu k jihu. Pobřeží je členité, šérové, do ostrova se hluboce zařezávají menší fjordy – např. Fjæreidpollen, Kortveitpollen, Vindenespollen. Na severovýchodě je oddělen od ostrova Askøy vodami Hjeltefjord, na východě vodami Bildøystraumenu od Bildøy, na jihovýchodě vodami Kobbaleia od Bjorøy, vodami Raunefjordu a Lerøyosenu, na jihu je široce oddělen vodami Korsfjordu. Severní část je součástí obce Fjell a jižní obce Sund. Největší jezero je Kørelen. Přes mosty a silnice je spojen s ostrovem Bildøy a Litlesotra, ten je spojen s norskou pevninou mostem Sotrabrua.